# Der Stürmer
Cet article concerne le journal allemand. Pour le groupe musical grec, voir Der Stürmer (groupe).

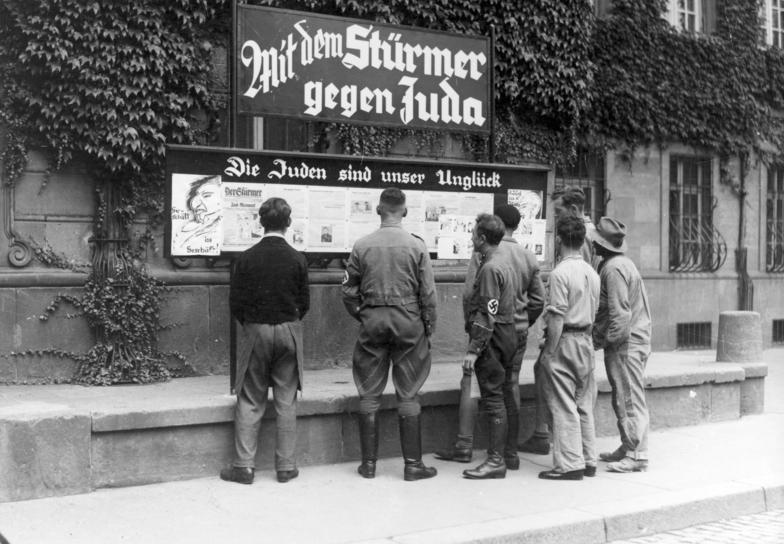
Lecture publique à Worms v. 1935. Le slogan indique : « Avec Der Stürmer contre Judas. »

Der Stürmer était un journal allemand, un hebdomadaire nazi publié par Julius Streicher de sa fondation en avril 1923 jusqu'à quasiment la fin de la Seconde Guerre mondiale en février 1945.
Participant et procédant de la propagande nazie, Der Stürmer était violemment antisémite. Mais contrairement au Völkischer Beobachter, le journal officiel du parti nazi, à la ligne éditoriale plus policée et moins vulgaire, Der Stürmer utilisait des contenus très divertissants, de la pornographie, des caricatures, et des appels anti-capitalistes moins argumentés.

## Histoire
Propriété de Julius Streicher, ce journal participe, malgré la modestie de ses moyens comparés à ceux mis en place par Goebbels, durant la période nazie à l'édification de ce que Jeffrey Herf appelle un consensus antisémite, par le biais de ses éditoriaux et des thèmes qui sont abordés dans ses colonnes.
Il met en garde avant et pendant le conflit contre des prétendus projets alliés d'annihilation de l'Allemagne et reflète les obsessions pornographiques et antisémites de Streicher.

## Lectorat
Les jeunesses hitlériennes consacraient des réunions hebdomadaires à la lecture du journal.

## Antisémitisme
Der Stürmer comportait sur chaque journal et sur chacune de ses éditions, dans le bas de sa première page écrits en grosses lettres : « Die Juden sind unser Unglück », signifiant en français « Les Juifs sont notre malheur ». Cette phrase raciste reflétait l'hostilité que portaient de nombreux Allemands ainsi que le nazisme envers les Juifs, sentiment anciennement ancré mais exacerbé durant l'entre-deux-guerres et pendant la Seconde Guerre mondiale.